# Filippo Paladini

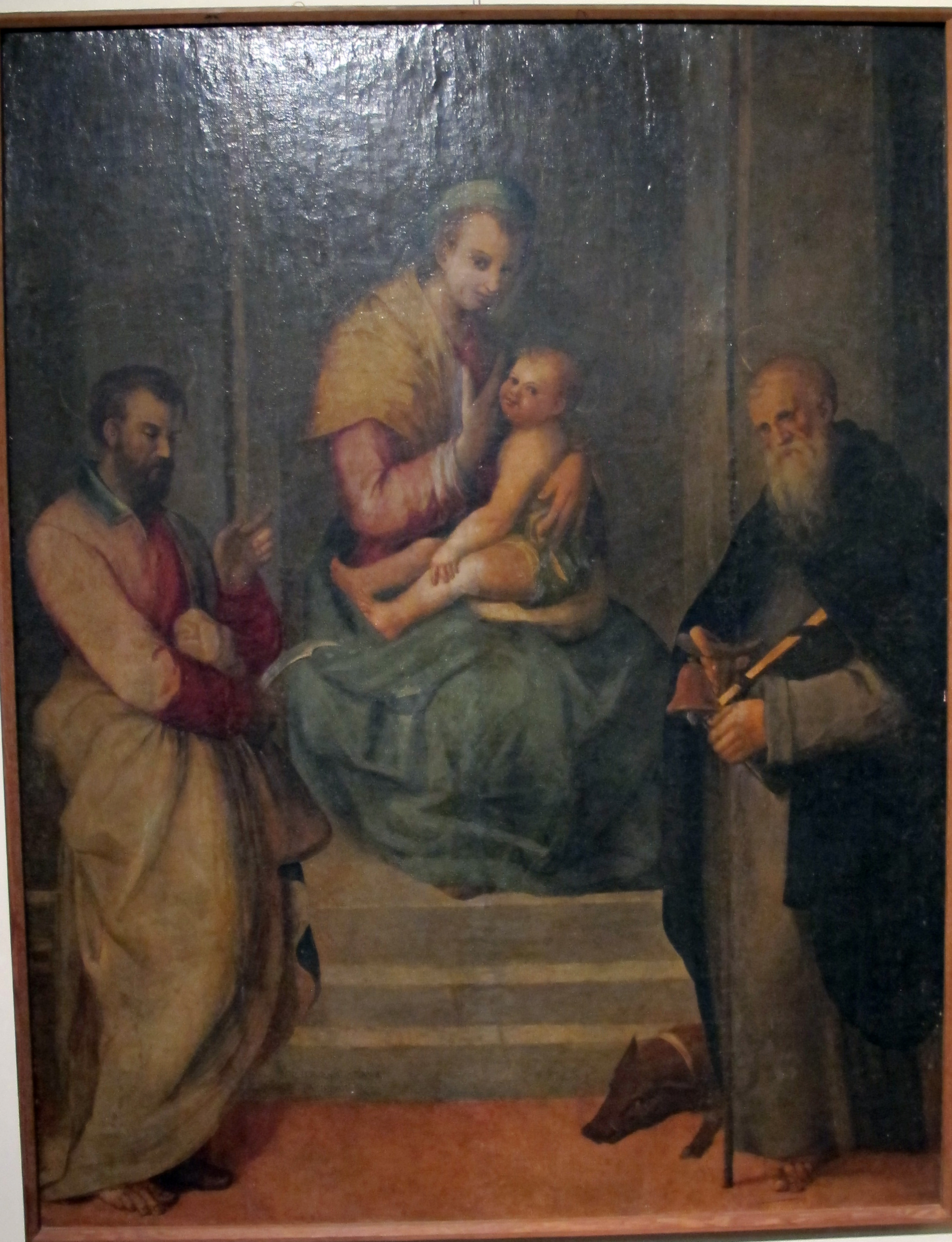
Filippo Paladini, Vierge à l'Enfant et aux saints, vers 1590.

Filippo Paladini, également connu sous le nom de Filippo di Benedetto Paladini, est un peintre italien du maniérisme tardif qui fut actif en Toscane, à Malte et en Sicile. Il est considéré comme l'élève d'Andrea del Sarto, Lodovico Cigoli, Federico Barocci et Caravage.
Né en 1544 à Casi in Val di Sieve — aujourd'hui Rufina —, il est mort à Mazzarino en 1614. Il est le père et le maître de la peintre Arcangela Paladini (1599-1662).

## Biographie
Artiste renommé, il fut cependant condamné aux galères pour meurtre. Le grand-duc de Toscane l'ayant prêté à l'Ordre de Malte, il arriva dans l'île peu après l'exaltation par Sixte Quint du grand maître Hugues Loubens de Verdalle au cardinalat (18 décembre 1587). A peine ce dernier sut-il que Paladini était à Malte qu'il se le fit présenter et qu'il lui confia la décoration de la nouvelle chapelle de son palais de La Valette. Satisfait de son travail, il le chargea alors de la décoration de sa maison de campagne (aujourd'hui Palais Verdala). Paladini peignit les fresques de la salle à manger d'apparat, rappelant les événements les plus mémorables de la vie du cardinal-grand maître. Paladini eut alors l'autorisation de circuler librement et il travailla notamment pour l'évêque Gargallo et pour les jésuites. Le grand-duc Ferdinand Ier de Medicis l'ayant mal pris, il s'en plaignit au grand maître qui préféra lui demander sa grâce en 1590. Verdalle, peu avant sa mort en 1595, lui rendit sa liberté . Alors qu'une galère toscane était aussitôt dépêchée pour récupérer Paladini, le nouveau grand maître, Martin Garcès, s'y opposa et en fit un de ses familiers. En 1599, Paladini quitta Malte pour aller s'établir en Sicile dont il devint l'un des artistes les plus importants.

## Œuvres
- Saint Antoine au lutrin, 1603, Chiesa di San Domenico, Licata.
- Vierge à la couronne avec les saints, 1605, Sant'Ignazio all'Olivella, Palerme.
- La Vierge immaculée avec François d'Assise, 1606, Chiesa dell'Immacolata, Mazzarino.
- Vierge du Rosaire, 1608, Chiesa di San Domenico, Mazzarino.
- Sermon de saint Jean, 1608, Abbazia Benedettina di San Martino delle Scale, Palerme.
- Assomption de la Vierge Marie, 1610, Chiesa di San Giorgio, Modica.
- Adoration des mages, vers 1610, Pinacoteca Zelantea, Acireale.
- Stigmates de saint François d'Assise, vers 1610, musée régional de Messine.
- Trinité et Saints, 1611, Chiesa di San Domenico, Licata.
- Martyre de saint Ignace, 1613, Sant'Ignazio all'Olivella, Palerme.
- Descente de la croix Chiesa di San Tommaso Apostolo, Mineo.
- Martyre de saint Laurent, Chiesa di San Gregorio Magno, Vizzini.
- Vierge de la grâce, Chiesa di San Gregorio Magno, Vizzini.
- Descente de la croix, Chiesa del Gesù, Caltagirone.
- Saint François d'Assise, Galleria Regionale Palazzo Abatellis, Palerme.